# Суйтэнгумаэ (станция)
Станция Суйтэнгумаэ (яп. 水天宮前駅 суйтэнгу: маэ эки) — железнодорожная станция на линии Хандзомон, расположенная в специальном районе Тюо в Токио. Станция обозначена номером Z-10.

## Планировка станции
Одна платформа островного типа и два пути.
| 1 | Линия Хандзомон | Омотэсандо・Сибуя・Тюо-Ринкан |
| 2 | Линия Хандзомон | Осиагэ・Куки・Минами-Курихаси |

## Близлежащие станции
| «                      |                        | Линия                  |                        | »                      |
| Линия Хандзомон (Z-10) | Линия Хандзомон (Z-10) | Линия Хандзомон (Z-10) | Линия Хандзомон (Z-10) | Линия Хандзомон (Z-10) |
| ---------------------- | ---------------------- | ---------------------- | ---------------------- | ---------------------- |
| Мицукосимаэ            | Мицукосимаэ            | -                      | Киёсуми-Сиракава       | Киёсуми-Сиракава       |